# Sven Malm
Pour les articles homonymes, voir Malm.
Sven August Malm (né le 25 février 1894 à Stockholm et décédé le 26 novembre 1974 dans la même ville) est un athlète suédois spécialiste du sprint. Son club est le SoIK Hellas.

## Biographie

### Palmarès
| Date | Compétition           | Lieu   | Résultat | Épreuve   | Performance  |
| ---- | --------------------- | ------ | -------- | --------- | ------------ |
| 1920 | Jeux olympiques d'été | Anvers | 3e       | 4 × 100 m | 42 s 8       |
| 1920 | Jeux olympiques d'été | Anvers | 5e       | 4 × 400 m | 3 min 24 s 3 |

### Records
| Épreuve    | Performance | Lieu | Date |
| ---------- | ----------- | ---- | ---- |
| 100 mètres | 10 s 8      |      | 1920 |
| 200 mètres | 22 s 0      |      | 1920 |
| 400 mètres | 49 s 8      |      | 1920 |